# Saint-Urbain (Finistère)
Saint-Urbain è un comune francese di 1 503 abitanti situato nel dipartimento del Finistère nella regione della Bretagna.

## Società

### Evoluzione demografica
Abitanti censiti